# (54509) YORP
Pour les articles homonymes, voir YORP.
(54509) YORP, provisoirement désigné 2000 PH5, est un astéroïde Apollon découvert par le projet LINEAR le 3 août 2000. L'analyse de la rotation de l'objet a permis pour la première fois de mettre en évidence l'effet YORP.

## Passages à proximité de la Terre
(54509) YORP est un objet géocroiseur ayant une période orbitale très proche d'une année. Il décrit relativement à la Terre une orbite en fer à cheval. Il s'approche donc de part et d'autre de la Terre environ tous les ans. Il a effectué huit passages proches de 1999 à 2006, à chaque fois vers fin juillet. En 2002, il s'est approché au plus près à 4,5 distances Terre-Lune en 2002 (approximativement 1,7 million de kilomètres). Il ne présente pas de risque de collision pour les 2000 prochaines années.
Ses caractéristiques orbitales font penser qu'il fut à l'origine un objet éjecté du système Terre-Lune.

## Effet YORP
En 2002, D. Vokrouhlický suggéra qu'avec une mesure de rotation précise à 10-5, il serait possible de mettre en évidence l'effet YORP sur cet astéroïde. Les données d'observations de cette année étaient légèrement différentes de celles de 2001 et confortèrent cette hypothèse.
En 2007, à l'issue de 4 années d'observations menées par Stephen Lowry et Alan Fitzsimmons et impliquant des télescopes optiques du monde entier, on estima que l'accélération de la période de rotation était d'environ 1 ms/an.
Une campagne d'observations radar fut programmée pour 2003 au radiotélescope d'Arecibo mais ne put avoir lieu à cause d'une panne, elle dut être reportée à 2004 et permit alors d'avoir un modèle en 3D de l'astéroïde.
Ce modèle permit de confirmer par simulation informatique que cette accélération était conforme à l'effet théoriquement prévu et que les forces de marée subies lors du passage à proximité de la Terre ne pouvaient pas en être la cause.
D'autres simulations informatiques prédirent que l'astéroïde conservera une orbite héliocentrique stable pendant encore 35 millions d'années au terme desquelles sa période de rotation sera descendue à 20 s, il aura entretemps changé de morphologie ou été disloqué en un système binaire.
L'effet Yarkovsky, dont dérive l'effet YORP et qui affecte l'orbite des astéroïdes, avait déjà été mis en évidence avec (6489) Golevka.